# サイショの恋〜モテたくて〜/FLAME
「サイショの恋〜モテたくて〜/FLAME」（サイショのこい モテたくて/フレイム）は、日本のダンスロックバンド・DISH//の4作目のシングル。Sony Recordsから2014年6月25日に発売された。

## 概要
- 前作『FREAK SHOW』から約3ヶ月振りのリリース。
- CDは初回生産限定盤A・B、通常盤の3形態で発売。
- 表題曲「サイショの恋〜モテたくて〜」は、ORANGE RANGEのNAOTOからの楽曲提供である。
- 表題曲「FLAME」は、テレビ東京系アニメ『NARUTO -ナルト- 疾風伝』のエンディングテーマである。
- カップリングの「GRAND HAPPY」は、中京テレビ『DISH//だし!』のオープニングテーマである。
- 初回生産限定盤Aの特典DVDには、「サイショの恋〜モテたくて〜」のMV & メイキングを収録。
- 初回生産限定盤Bの特典DVDには、「D//PINKツアー」のドキュメントを収録。

## 収録曲

### CD
※M-1~3は全種類共通
1. サイショの恋〜モテたくて〜
作詞・作曲・編曲：NAOTO
2. FLAME
作詞・作曲：小倉しんこう　編曲：小倉しんこう、梅原新
  - テレビ東京系アニメ『NARUTO -ナルト- 疾風伝』エンディングテーマ
3. GRAND HAPPY
作詞・作曲：小倉しんこう　編曲：小倉しんこう、梅原新
  - 中京テレビ『DISH//だし!』オープニングテーマ
4. サイショの恋〜モテたくて〜 ＜Instrumental＞
  - 初回限定盤Aのみ
5. FLAME ＜Instrumental＞
  - 初回限定盤Bのみ
6. GRAND HAPPY ＜Instrumental＞
  - 通常盤のみ

### DVD

#### 初回生産限定盤A
1. 「サイショの恋〜モテたくて〜」ミュージックビデオ スペシャルバージョン
2. 「サイショの恋〜モテたくて〜」ミュージックビデオ メイキング

#### 初回生産限定盤B
1. 「D//PINKツアードキュメント」